# 1978-as Formula–1 brazil nagydíj
A brazil nagydíj volt az 1978-as Formula–1 világbajnokság második futama.

## Futam
| Helyezés | #  | Versenyző          | Csapat/Motor       | Körök | Idő/Kiesés oka     | Rajthely | Pontszám |
| -------- | -- | ------------------ | ------------------ | ----- | ------------------ | -------- | -------- |
| 1        | 11 | Carlos Reutemann   | Ferrari            | 63    | 1:49:59,86         | 4        | 9        |
| 2        | 14 | Emerson Fittipaldi | Fittipaldi-Ford    | 63    | +49,13             | 7        | 6        |
| 3        | 1  | Niki Lauda         | Brabham-Alfa Romeo | 63    | +57,02             | 10       | 4        |
| 4        | 5  | Mario Andretti     | Lotus-Ford         | 63    | +1:33,12           | 3        | 3        |
| 5        | 17 | Clay Regazzoni     | Shadow-Ford        | 62    | +1 kör             | 15       | 2        |
| 6        | 3  | Didier Pironi      | Tyrrell-Ford       | 62    | +1 kör             | 19       | 1        |
| 7        | 9  | Jochen Mass        | ATS-Ford           | 62    | +1 kör             | 20       |          |
| 8        | 2  | John Watson        | Brabham-Alfa Romeo | 61    | +2 kör             | 21       |          |
| 9        | 26 | Jacques Laffite    | Ligier-Matra       | 61    | +2 kör             | 14       |          |
| 10       | 36 | Riccardo Patrese   | Arrows-Ford        | 59    | +4 kör             | 18       |          |
| 11       | 27 | Alan Jones         | Williams-Ford      | 58    | +5 kör             | 8        |          |
| Kiesett  | 25 | Héctor Rebaque     | Lotus-Ford         | 40    | Fizikai állapot    | 22       |          |
| Kiesett  | 12 | Gilles Villeneuve  | Ferrari            | 35    | Kicsúszás          | 6        |          |
| Kiesett  | 8  | Patrick Tambay     | McLaren-Ford       | 34    | Kicsúszás          | 5        |          |
| Kiesett  | 7  | James Hunt         | McLaren-Ford       | 25    | Kicsúszás          | 2        |          |
| Kiesett  | 16 | Hans-Joachim Stuck | Shadow-Ford        | 25    | Üzemanyag rendszer | 9        |          |
| Kiesett  | 20 | Jody Scheckter     | Wolf-Ford          | 16    | Baleset            | 12       |          |
| Kiesett  | 6  | Ronnie Peterson    | Lotus-Ford         | 15    | Ütközés            | 1        |          |
| Kiesett  | 22 | Danny Ongais       | Ensign-Ford        | 13    | Fék                | 23       |          |
| Kiesett  | 30 | Brett Lunger       | McLaren-Ford       | 11    | Túlmelegedés       | 13       |          |
| Kiesett  | 4  | Patrick Depailler  | Tyrrell-Ford       | 8     | Baleset            | 11       |          |
| Kiesett  | 18 | Rupert Keegan      | Surtees-Ford       | 5     | Baleset            | 24       |          |
| Kiesett  | 23 | Lamberto Leoni     | Ensign-Ford        | 0     | Erőátvitel         | 17       |          |
| NI       | 10 | Jean-Pierre Jarier | ATS-Ford           |       | Fődarab hiány      | 16       |          |
| NK       | 37 | Arturo Merzario    | Merzario-Ford      |       |                    |          |          |
| NK       | 32 | Eddie Cheever      | Theodore-Ford      |       |                    |          |          |
| NK       | 19 | Vittorio Brambilla | Surtees-Ford       |       |                    |          |          |
| NK       | 24 | Divina Galica      | Hesketh-Ford       |       |                    |          |          |

## Statisztikák
Vezető helyen:
- Carlos Reutemann: 63 (1-63)

Carlos Reutemann 6. győzelme, 2. leggyorsabb köre, Ronnie Peterson 12. pole-pozíciója.
- Ferrari 69. győzelme.